# Hydrozoanthus
Hydrozoanthus es un género de animales marinos que pertenecen al orden Zoantharia de la clase Anthozoa.
El género se erigió en 2010 por Sinniger, Reimer y Pawlowski, a raíz de un estudio del DNA de las especies de la familia Parazoanthidae. Siendo su especie tipo Hydrozoanthus tunicans, descrita por Duerden en 1900 como Parazoanthus tunicans.

## Especies
El Registro Mundial de Especies Marinas reconoce los siguientes géneros en la familia:
- Hydrozoanthus antumbrosus (Swain, 2009)
- Hydrozoanthus gracilis (Lwowsky, 1913)
- Hydrozoanthus tunicans (Duerden, 1900)

## Morfología
Se trata de zoántidos coloniales, que unen sus pólipos basalmente mediante un cenénquima fino que se adhiere a ramas de hidroides. Los pólipos expandidos miden entre 2 y 6 mm de ancho, y de 4 a 15 mm de alto. La columna está ligeramente recubierta de finos sedimentos, sin ocultar totalmente el ectodermo. Tan solo se ha constatado la presencia de zooxantelas en H. tunicans.
El color de las diferentes especies varía entre el amarillo y el marrón oscuro.

## Hábitat y distribución
El género contiene especies coloniales, que se asocian siempre en una relación epibionte con hidrozoos, como Plumularia habereri. No colonizan las ramas pequeñas de los hidrozoos, dejándolas intactas. 
Halladas en aguas templadas, subtropicales y tropicales de los océanos Atlántico, Índico y Pacífico.

## Galería

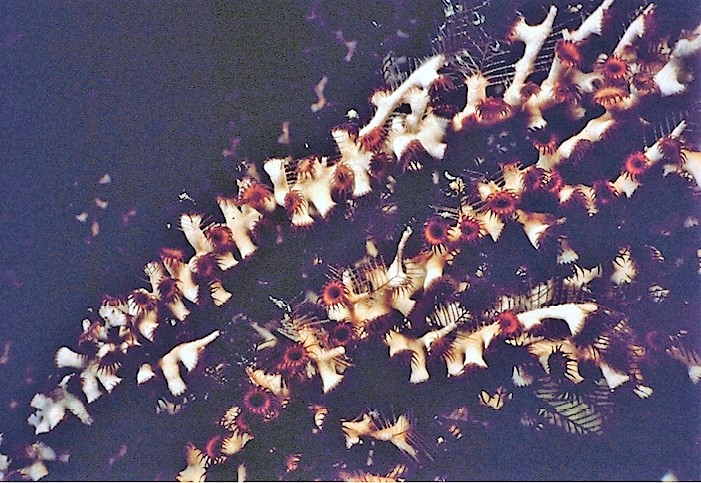
Hydrozoanthus gracilis
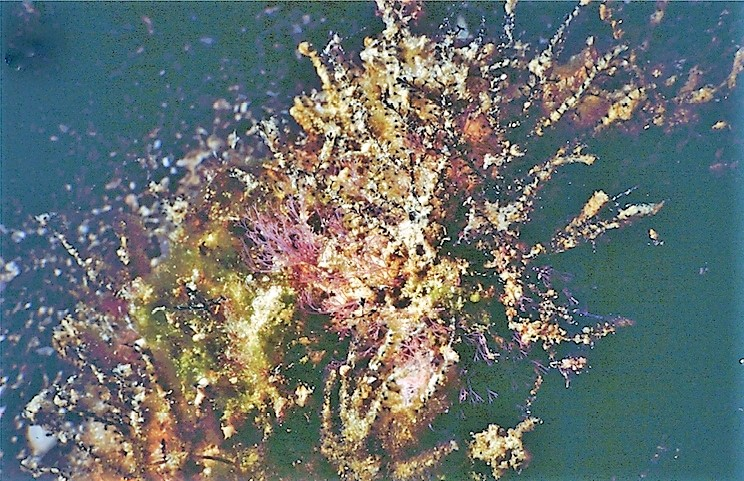
Hydrozoanthus gracilis en Lilibooi, Molucas
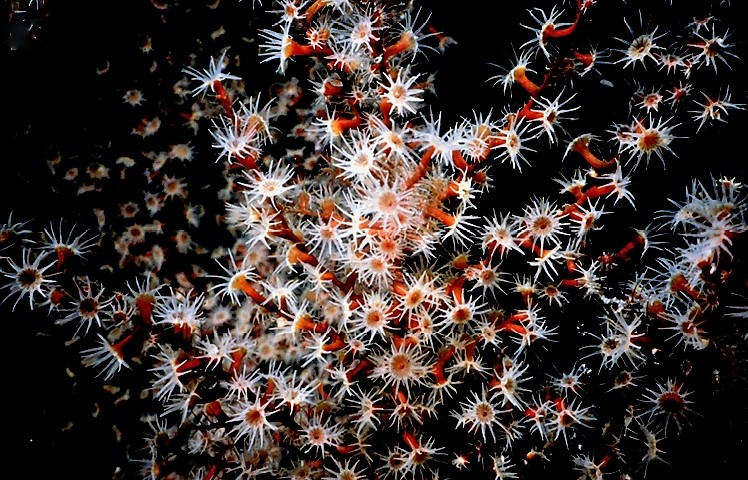
Hydrozoanthus sp en Balicasag, Filipinas